# Красносельський Марк Олександрович
Красносельський Марк Олександрович (*27 квітня 1920, м. Старокостянтинів, УСРР — † 13 лютого 1997, Москва)  — видатний український математик, засновник сучасного підходу до задач нелінійного аналізу.

## Біографія
Після закінчення школи Марк Красносельський вступив на фізико-математичний факультет Київського університету. Закінчив він його в 1942 р. вже в Казахстані, в евакуації. Потім 4 роки служив у Радянській Армії: викладав в Рязанському артилерійському училищі, евакуйованому у воєнні роки в м. Талгар Алма-Атинської області. У 1946 р. Марк Олександрович демобілізувався в званні лейтенанта і в серпні того ж року переїхав до Києва. Тут він кілька місяців працював викладачем нарисної геометрії Київського автодорожнього інституту, а потім — молодшим науковим співробітником в Інституті математики Української Академії наук.
У перші повоєнні роки в Києві М. А. Красносельський опинився в одному з центрів бурхливої науковому житті країни. Тут, в Інституті математики, він слухав лекції і брав участь в семінарах видатних вчених, серед яких були М. М. Боголюбов, А. М. Колмогоров, М. Г. Крейн, Б. В. Гнеденко, М. О. Лаврентьєв, О. Ю. Ішлінський, Н. В. Єфімов, О. Г. Курош, В. Е. Лошкарьов та ін.
У 1948 р. Марк Олександрович Красносельський захистив кандидатську дисертацію з теорії розширення ермітових операторів, а у 1950 р. — докторську дисертацію з топологічних методів нелінійного аналізу.
У 1953 р. він переїхав до Воронежа, де протягом наступних 15 років очолював кафедру функціонального аналізу спочатку на фізико-математичному, а в подальшому на математико-механічному факультеті Воронезького університету. Тут, у Воронежі, почав працювати його знаменитий семінар з нелінійного аналізу, популярність якого виходила далеко за межі Воронежа. Воронезький період наукової діяльності М. О. Красносельського надзвичайно плідний. Коло його наукових інтересів безперервно розширюється і охоплює багато розділів сучасної математики. Марк Олександрович відкриває ряд наукових напрямів, подальший розвиток яких створило основи сучасного нелінійного аналізу. Він читає на факультеті ряд основних і спеціальних курсів, керує семінарами.
У 1968 р. М. О. Красносельський переїхав з Воронежа до Москви і вступив на роботу в Інститут автоматики і телемеханіки АН СРСР. В Інституті Марк Олександрович організував лабораторію «Математичних методів аналізу складних систем», в яку запросив своїх улюблених воронезьких учнів: А. В. Покровського, Н. А. Бобильова та ін.
Коли в середині 70-х років Марк Олександрович запропонував велику програму дослідження систем з гістерезисом, то він залучив до її виконання велику групу своїх учнів (А. В. Покровський, В. С. Козякін, П. П. Забрейко, А. Ф. Клепцин, Е. А. Ліфшиц, Н. І. Грачов, Д. І. Рачинський, В. В. Черноруцкий та ін.) Ця програма була пов'язана з введенням спеціальних математичних операцій, що формалізують різні чисто феноменологічні моделі гістерезису в теорії пластичності, магнетизм та ін. Реалізація запропонованої програми зажадала вирішення декількох незвичайних математичних задач: були виділені і вивчені вібростійкі рівняння; була проаналізована можливість виділення відповідають індивідуальним вінерівським процесам індивідуальних траєкторій рішень стохастичних диференціальних рівнянь; була досліджена роль умов Фробеніуса для стохастичних рівнянь і т. д.
У 1990 р. М. А. Красносельський перейшов на роботу в Інститут проблем передачі інформації АН СРСР — ІППІ, а керівництво створеної ним в ІПУ лабораторією взяв на себе один з його улюблених учнів Микола Антонович Бобилев. В ІППІ, як і в Інституті проблем управління, першокласні результати М. А. Красносільського в абстрактних математичних напрямках чергувалися з роботами прикладної спрямованості (вивчення динаміки систем з гістерезисом, теорія імпульсних рассінхронізованних систем, дослідження систем з неповними корекціями та ін.)
За свою більш ніж піввікову наукову діяльність Марк Олександрович написав більше трьохсот наукових робіт і 14 монографій.

## Монографії
1. Красносельский М. А., Топологические методы в теории нелинейных интегральных уравнений. Государственное издательство технико-теоретической литературы, Москва, 1956, 392 с. Английский перевод: Krasnosel'skii M.A., Topological Methods in the Theory of Nonlinear Integral Equations. Pergamon Press, Oxford — London — New York — Paris, 1964, 395p.
2. Красносельский М. А., Рутицкий Я. Б., Выпуклые функции и пространства Орлича. Государственное издательство физико-математической литературы, Москва, 1958, 271 с. Английский перевод: Krasnosel'skii M.A., Rutickii Ya.B., Convex Functions and Orlicz Spaces. P.Noordhoff Ltd, Groningen, 1961, 249p. Krasnoselsky M.A., Rutitsky Y.B., Convex Functions and Orlicz Spaces. Hindustan Publishing corpn. (INDIA), Delhi-6, 1962, 262p.
3. Красносельский М. А., Положительные решения операторных уравнений. Государственное издательство физико-математической литературы, Москва, 1962, 394 с. Английский перевод: Krasnosel'skii M.A., Positive Solutions of Operator Equations. P.Noordhoff Ltd, Groningen, 1964, 381p.
4. Красносельский М. А., Перов А. И., Поволоцкий А. И., Забрейко П. П., Векторные поля на плоскости. Государственное издательство физико-математической литературы, Москва, 1963, 245 с. Английский перевод: Krasnosel'skii M.A., Perov A.I., Povolockii A.I., Zabreiko P.P., Plane Vector Fields. Academic Press, New York, 1966, 242p. Немецкий перевод: Krasnoselski M.A., Perow A.I., Powolozki A.I., Sabrejko P.P., Vektorfelder in der Ebene. Akademie-Verlag, Berlin, 1966, 197p.
5. Красносельский М. А. в большом авторском коллективе, Функциональный анализ. Серия ``Справочная математическая библиотека, под редакцией С. Г. Крейна, 1 издание, Издательство ``Наука, Москва, 1964, 424 с. 2 издание, Издательство ``Наука, Главная редакция физико-математической литературы, Москва, 1972, 544 с. Английский перевод: Krasnosel'skii M.A. and colleagues, Functional Analysis. Wolters-Noordhoff Publ., Groningen, 1972, 379p. Польский перевод: Analiza funkcionalna. Panstwowe Wydawnictwo Naukowe, Warszawa, 1967, 419s.
6. Красносельский М. А., Оператор сдвига по траекториям дифференциальных уравнений. Издательство ``Наука, Главная редакция физико-математической литературы, Москва, 1966, 332 с. Английский перевод: Krasnosel'skii M.A., The Operator of Translation along the Trajectories of Differential Equations. Translation of Mathematical Monographs, 19, American Mathematical Society, Providence, RI, 1968, 294p.
7. Красносельский М. А., Забрейко П. П., Пустыльник Е. И., Соболевский П. Е., Интегральные операторы в пространствах суммируемых функций. Издательство ``Наука, Главная редакция физико-математической литературы, Москва, 1966, 499 с. Английский перевод: Krasnoselskii M.A., Zabreiko P.P., Pustylnik E.I., Sobolevskii P.E., Integral Operators in Spaces of Summable Functions. Noordhoff International Publishing, Leyden, 1976, 520 p.
8. Красносельский М. А., Забрейко П. П., Кошелев А. И., Михлин С. Г., Раковщик Л. С., Стеценко В. Я., Интегральные уравнения. Серия ``Справочная математическая библиотека, Издательство ``Наука, Главная редакция физико-математической литературы, Москва, 1968, 448 с. Английский перевод: Krasnosel'skii M.A. and colleagues Integral Equations. Noordhoff International Pub., Leyden, 1975, 443p. Польский перевод: Krasnoselski M.A., Koszelew A.I., Michlin S.G., Rakowszczik L.S., Stiecenko W.J., Zabrejko P.P., Rownania calkowe. Panstwowe Wydawnictwo Naukowe, Warszawa, 1972, 456s.
9. Красносельский М. А., Вайникко Г. М., Забрейко П. П., Рутицкий Я. Б., Стеценко В. Я., Приближенное решение операторных уравнений. Издательство ``Наука, Главная редакция физико-математической литературы, Москва, 1969, 456 с. Английский перевод: Krasnosel'skii M.A., Vainikko G.M., Zabreiko P.P., Rutitcki Ja.B., Stecenko V.Ja., Approximated Solutions of Operator Equations. Walters — Noordhoff, Groningen, 1972, 484p. Немецкий перевод: Krasnoselski M.A., Wainikko G.M., Sabreiko P.P., Rutizki J.B., Stezenko W.J., N"aherungsverfahren zur L"ozung von Operatorgleichungen. Academie-Verlag, Berlin, 1973, 324p.
10. Красносельский М. А., Бурд В. Ш., Колесов Ю. С., Нелинейные почти периодические колебания. Издательство ``Наука, Главная редакция физико-математической литературы, Москва, 1970, 352 с. Английский перевод: Krasnosel'skii M.A., Burd V.S., Kolesov Ju.S., Nonlinear Almost Periodic Oscillations. J. Wiley, New York, 1973, 366p.
11. Красносельский М. А., Забрейко П. П., Геометрические методы нелинейного анализа. Издательство ``Наука, Главная редакция физико-математической литературы, Москва, 1975, 512 с. Английский перевод: Krasnosel'skii M.A., Zabreiko P.P., Geometrical Methods of Nonlinear Analysis. A Series of Comprehensive Studies in Mathematics, 263, Springer-Verlag, Berlin — Heidelberg — New York — Tokio, 1984, 409p.
12. Красносельский М. А., Покровский А. В., Системы с гистерезисом. Издательство ``Наука, Главная редакция физико-математической литературы, Москва, 1983, 271 с. Английский перевод: Krasnosel'skii M.A., Pokrovskii A.V., Systems with Hysteresis. Springer-Verlag, Berlin — Heidelberg — New York — London — Paris — Tokio, 1989, 410p.
13. Красносельский М. А., Лифшиц Е. А., Соболев А. В., Позитивные линейные системы: метод положительных операторов. Издательство ``Наука, Главная редакция физико-математической литературы, Москва, 1985, 255 с. Английский перевод: Krasnosel'skij M.A., Lifshits Je.A., Sobolev A.V., Positive Linear Systems: The method of positive operators. Sigma Series in Applied Mathematics, 5, Hilderman Verlag, Berlin, 1990, 354p.
14. Асарин Е. А., Козякин В. С., Красносельский М. А., Кузнецов Н. А., Анализ устойчивости рассинхронизованных дискретных систем. Издательство ``Наука, Москва, 1992, 408 с.